# Гершкович, Эван
Э́ван Гершко́вич (англ. Evan Gershkovich; род. 26 октября 1991, Нью-Йорк, США) — американский журналист, с января 2022 года репортёр газеты The Wall Street Journal. Работал в России, Украине и других странах постсоветского пространства.
В марте 2023 года Гершковича арестовали в Екатеринбурге по обвинению в шпионаже, что стало первым случаем ареста американского журналиста в России по этому обвинению с 1986 года. 19 июля 2024 года приговорён к 16 годам колонии строгого режима. 1 августа 2024 года освобождён в рамках обмена заключёнными между Россией и Западом.

## Биография
Эван Гершкович родился в 1991 году в Нью-Йорке и вырос в Принстоне, Нью-Джерси, в семье родителей — советских евреев. У него есть сестра — Даниэль. Мать — Элла Мильман, выросла в Ленинграде, отец — Михаил Гершкович, родом из Одессы. Они по отдельности эмигрировали в США в 1979 году. Бабушка по материнской линии лечила выживших в Холокосте, работая медсестрой в Польше. Дед по материнской линии — медик советской армии, дошёл до Берлина в 1945 году.
В 2010 году окончил Принстонскую среднюю школу. В том же году поступил, и в 2014 году окончил Боудин-колледж, получив степень бакалавра искусств по философии и английскому языку. В колледже был спортсменом, играл за сборную колледжа в футбол. Владеет русским языком, домашнее имя — Ваня. Работал поваром в кейтеринговой компании. Вдохновлялся Энтони Бурденом как примером корреспондента-путешественника, в 2017 году переехал в Москву.

## Журналистская карьера
В 2016 году стал помощником по новостям в газете The New York Times (NYT). Позже, по совету коллеги из NYT, решил поехать в Россию. С 2017 года работал репортёром в России, сначала в газете The Moscow Times, а затем в информационном агентстве «Франс Пресс». Писал материалы на тему экологии, в том числе об исчезновении лосося в реке Амур и пожарах в Якутии, а также о вымирании языков малых народов и пандемии COVID-19. В январе 2022 года начал работать в газете The Wall Street Journal. Его работы также можно найти в The Economist, MIT Technology Review, Foreign Policy, Politico Europe и в других СМИ. Он был гостем на «Би-би-си», NPR и France 24, а также на других каналах.

## Обвинения в шпионаже

### Задержание
В марте 2023 года Гершкович приехал в Екатеринбург брать интервью у пиарщика Ярослава Ширшикова на тему отношения общества к вербовке в ЧВК «Вагнер». В своём телеграм-канале Ширшиков написал, что в процессе интервью сопровождал Гершковича по городу и знакомил с некоторыми героями для текста. Также пиарщик заявил, что журналиста в первую очередь интересовало отношение к ЧВК «Вагнер» в обществе, а также конфликт её руководителя Евгения Пригожина с властями Свердловской области и директором Музея истории Екатеринбурга Игорем Пушкарёвым. По словам главного редактора Republic и издателя It’s My City Дмитрия Колезева, перед своей поездкой на Урал Гершкович расспрашивал его о Екатеринбурге, интересовался, кто мог бы поговорить с ним, что интересного происходило в городе в последнее время. Кроме того, Гершкович планировал пообщаться с руководством Ельцин-центра, «Сима-ленда», посетить рекрутинговый центр ЧВК «Вагнер» и съездить в Нижний Тагил. После интервью с Ширшиковым он улетел в Москву, а затем вновь вернулся в Екатеринбург, где перестал выходить на связь с редакцией.
29 марта «Вечерние ведомости» сообщили, что у ресторана Bukowski Grill на улице Карла Либкнехта некие люди в гражданском, предположительно, силовики, завели мужчину в микроавтобус. На его голову натянули свитер, поэтому очевидцы не видели его лица. Ширшиков предположил, что этим задержанным был Эван Гершкович.
30 марта ФСБ сообщили, что Гершкович арестован в Екатеринбурге по обвинению в шпионаже. По версии ФСБ, он собирал составляющие государственную тайну сведения об одном из предприятий российского ВПК.
После оглашения информации о задержании издание The Wall Street Journal заявило, что «…глубоко обеспокоено по поводу безопасности Гершковича» и отвергло обвинения в его адрес. Кроме того, источник издания сообщил, что посольство США в Москве не было уведомлено о задержании Гершковича. Американские дипломаты обратились за информацией по делу к российским властям.

### Судебный процесс
30 марта, в середине дня, задержанный Гершкович уже был доставлен в Лефортовский районный суд Москвы. Пресс-служба Лефортовского суда удаляла из своего чата журналистов, спрашивавших о причинах отсутствия сообщений о ходе заседания по аресту Эвана Гершковича, а затем сделала заявление, что журналист пробудет в СИЗО минимум до 29 мая 2023 года. Ему грозит до 20 лет лишения свободы.
18 апреля Московский городской суд отказал в предложении защиты освободить Эвана Гершковича под залог в 50 миллионов рублей.
19 мая Министерство иностранных дел России заявило, что в ответ на отказ в выдаче виз российским журналистам из пула Сергея Лаврова отклонило запросы посольства США в Москве о консульском посещении Гершковича.
Суд несколько раз продлевал Гершковичу срок предварительного заключения, вплоть до 30 июня 2024 года.
23 апреля 2024 года первый апелляционный суд отклонил жалобу защиты журналиста и оставил без изменения решение о продлении ареста. 26 июня 2024 года Свердловский областной суд начал рассмотрение дела Гершковича. Заседание прошло в закрытом режиме, что является обычной практикой для подобных дел.
19 июля 2024 года Свердловский областной суд приговорил Эвана Гершковича к 16 годам колонии строгого режима за шпионаж. Согласно версии ФСБ, он «по заданию ЦРУ в марте 2023 года собирал в Свердловской области секретную информацию о деятельности оборонного предприятия АО «НПК „Уралвагонзавод“ по выпуску и ремонту военной техники» и делал это «с соблюдением тщательных мер конспирации». Гершкович не признал вину и настаивал на том, что его деятельность была исключительно журналистской. Редакция The Wall Street Journal назвала приговор Гершковичу позорным, а дело против него — неправовым.
В начале августа 2024 года РЕН ТВ и RT опубликовали видео задержания и обыска Гершковича. По утверждению RT, задержание проводилась сотрудниками ФСБ во время встречи Гершковича с «анонимным контактом», на которой «открыто обсуждалась передача секретной информации о российском ВПК». Также была опубликована аудиозапись предполагаемого разговора Гершковича с «информатором».

### Обмен

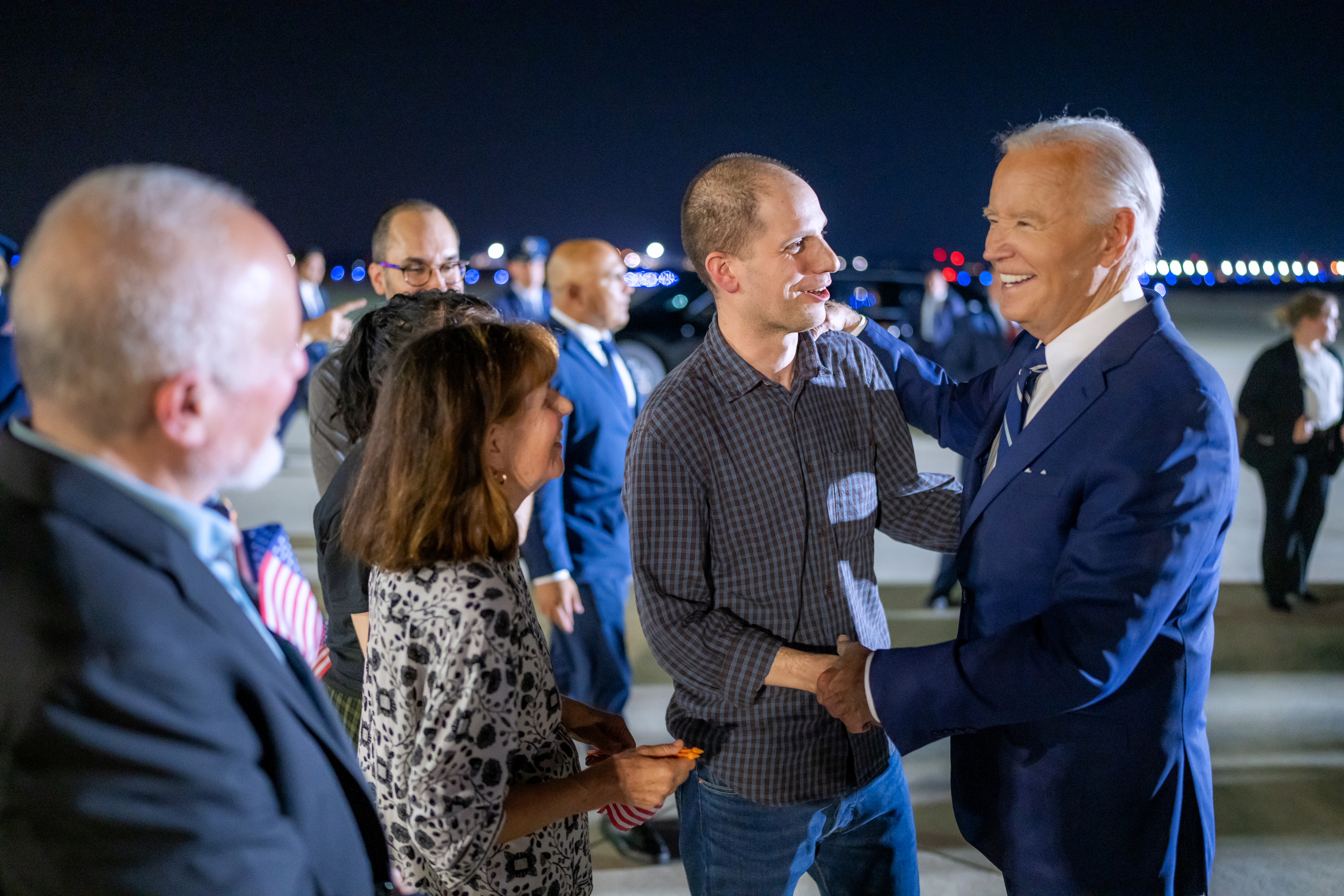
Эван Гершкович (в центре) в окружении родителей и президента США Джо Байдена. 1 августа 2024 года

1 августа 2024 года был возвращён в США в рамках обмена заключёнными между Россией и Западом. Позже в тот же день самолёт с Гершковичем, Алсу Курмашевой и Полом Уиланом приземлился на авиабазе Эндрюс в Мэриленде. Их встретили президент США Джо Байден и вице-президент Камала Харрис.

## Упоминания в СМИ
Гершкович был упомянут Такером Карлсоном в резонансном интервью с Путиным. В ходе интервью Карлсон произнёс фразу «англ. obviously a kid, not a super spy» — «очевидно, это ребёнок, а не супершпион» (слово kid — ребёнок, пацан — было произнесено в значении «кто-то, не представляющий опасности»). Путин в ответ заявил, что Гершкович был задержан с поличным в момент получения им секретных данных, и с точки зрения закона то, что он совершил, является шпионажем. Путин также намекнул о желании обменять Гершковича на Вадима Красикова, который был осуждён в Германии за политическое убийство чеченского полевого командира.
WSJ и американская пресса отвергают обвинения России и утверждают, что Гершкович действовал строго в рамках журналистской деятельности.

## Награды
Почётное упоминание Crisis Coverage Awards Американского общества журналистов и авторов за статью «В системе здравоохранения много лет проходили сокращения. Теперь студенты-медики оказались на передовой борьбы с коронавирусом», опубликованную в The Moscow Times.